# Michael Estrada
Michael Steveen Estrada Martínez (Guaiaquil, 7 de abril de 1996) é um futebolista equatoriano que atua como atacante. Atualmente joga pela LDU.

## Carreira do clube
Estrada começou sua carreira no Macará, fazendo sua estreia como profissional na Série A do Equador em 10 de março de 2013, em uma derrota por 1-0 contra o Barcelona. Depois de três temporadas no Macará, Estrada foi assinou com o El Nacional. Fez sua estreia em 7 de fevereiro de 2016, marcando na vitória por 2 a 1 sobre o Barcelona.
Em dezembro de 2019, Estrada juntou-se ao Toluca da Liga MX.
| Nº | Data                   | Local                                                  | Oponente | Placar | Resultado | Competição                                  |
| -- | ---------------------- | ------------------------------------------------------ | -------- | ------ | --------- | ------------------------------------------- |
| 1  | 10 de setembro de 2019 | Estádio Alejandro Serrano Aguilar, Cuenca, Equador     | Bolívia  | 1–0    | 3–0       | Amistoso                                    |
| 2  | 13 de outubro de 2020  | Estádio Rodrigo Paz Delgado, Quito, Equador            | Uruguai  | 2–0    | 4-2       | Eliminatórias da Copa do Mundo FIFA de 2022 |
| 3  | 13 de outubro de 2020  | Estádio Rodrigo Paz Delgado, Quito, Equador            | Uruguai  | 3–0    | 4-2       | Eliminatórias da Copa do Mundo FIFA de 2022 |
| 4  | 17 de novembro de 2020 | Estádio Rodrigo Paz Delgado, Quito, Equador            | Colômbia | 3–0    | 6–1       | Eliminatórias da Copa do Mundo FIFA de 2022 |
| 5  | 29 de março de 2021    | Estádio Monumental Banco Pichincha, Guaiaquil, Equador | Bolívia  | 2–0    | 2–1       | Amistoso                                    |